# ニアコルナールスク
ニアコルナールスク（グリーンランド語: Niaqornaarsuk）は、グリーンランド西部にあるケケタリク自治体にある町。人口223人（2024年）。